# Municipio de Northfield (Minnesota)
El municipio de Northfield (en inglés: Northfield Township) es un municipio ubicado en el condado de Rice en el estado estadounidense de Minnesota. En el año 2010 tenía una población de 842 habitantes y una densidad poblacional de 8,4 personas por km².

## Geografía
El municipio de Northfield se encuentra ubicado en las coordenadas 44°25′8″N 93°5′47″O / 44.41889, -93.09639. Según la Oficina del Censo de los Estados Unidos, el municipio tiene una superficie total de 100.23 km², de la cual 100,23 km² corresponden a tierra firme y (0 %) 0 km² es agua.

## Demografía
Según el censo de 2010, había 842 personas residiendo en el municipio de Northfield. La densidad de población era de 8,4 hab./km². De los 842 habitantes, el municipio de Northfield estaba compuesto por el 96,91 % blancos, el 0,24 % eran afroamericanos, el 0,12 % eran amerindios, el 0,48 % eran asiáticos, el 1,31 % eran de otras razas y el 0,95 % eran de una mezcla de razas. Del total de la población el 3,09 % eran hispanos o latinos de cualquier raza.